# James Whitney Young
James Whitney Young (Portland, 24 de enero de 1941) es un astrónomo estadounidense que trabajó en el campo de la investigación de asteroides. Después de casi 47 años con el Laboratorio de Propulsión a Reacción en su observatorio de Table Mountain, Young se retiró el 16 de julio de 2009. 
Era un observador de planetas menores muy prolífico, tanto propiedades físicas como de posiciones astrométricas, y había descubierto más de 250 asteroides desde 2002, la mayoría de ellos del cinturón principal, así como varios objetos cercanos a la Tierra, asteroides que cruzan la órbita de Marte y troyanos de Júpiter. También descubrió la SN 2004eg, una supernova extra-galáctica. 

## Biografía
James W. Young (también conocido como Jim Young) nació en Portland y recientemente se retiró como astrónomo residente del Observatorio de Table Mountain (TMO) del Laboratorio de Propulsión a Reacción cerca de Wrightwood donde trabajó durante 47 años. 
Young fue el guía técnica principal en la exposición de la NASA en la Feria Mundial de Seattle durante 1962. Fue allí donde se le alentó a solicitar un puesto de 'observador asistente' y 'técnico de cuarto oscuro' en el recientemente desarrollado Observatorio de Table Mountain con su nuevo telescopio de 16 pulgada (406,4 mm) que acababa de comenzar sus operaciones a finales de 1962. 

## Honores
El asteroide Floriano 2874 Jim Young, descubierto por Edward Bowell en 1982, fue nombrado en su honor.

## Membresías y afiliaciones
| Tipo             | Organización                         |
| ---------------- | ------------------------------------ |
| Miembro completo | Sociedad Astronómica Americana (AAS) |